# Germán de Granfeld
Germán de Granfeld, Germán, abad o Germán de Granfelden (Tréveris, 610 - Moutier, 667) fue un monje germánico, abad de varios monasterios a lo largo de Europa, y alumno de prominentes religiosos de la época; que padeció el martirio. Se le venera como santo en la Iglesia Católica, el 21 de febrero.

## Hagiografía
Germán nació en Tréveris, en el 610, en el seno de una noble familia suiza de senadores. Fue criado y educado por el obispo de su ciudad natal, Modoardo de Tréveris pues al parecer sus padres habrían fallecido prematuramente.

### Vida religiosa
Su vida consagrada comenzó a muy temprana edad. A los 17 años, en el 627, abandonó su legado económico, a pesar del descontento manifiesto de su mentor. Junto con algunos compañeros, fue en busca del famoso ermitaño Arnulfo de Metz quien había renunciado a la sede de Metz y vivía errante por la región.
Numeriano, hermano de Germán, se internó en la abadía de Moutier-Grandval (en francés Grandval, en alemán Granfelden) en Moutier, Suiza, que estaba regida por el ya citado Arnulfo, donde también vivían Germán y sus compañeros. El pueblo donde se asentaron, fue renombrado como Remiremont, en honor a San Romarico (Remiré), uno de los compañeros de San Columbano, posterior a la ocupación del pueblo vosgo.
Germán y sus compañeros se hicieron monjes posteriormente bajo las órdenes del abad Romarico, y tiempo después también se hicieron monjes bajo las órdenes de Waldeberto, abad de Luxeuil, quien también adoptó a Germán como discípulo enseñándole bajo la Regla de San Columbano.
Llegó a ser abad del monasterio que fundó el duque Gondo, en Granfeld, Moutier, un paraje montañoso con acceso limitado por la geografía difícil del lugar.
También llegó a ser abad en los monasterios de San Ursitz y de San Pablo Zu-Werd, siendo Granfeld su sede principal.

### Últimos años y Martirio
Cático o Bonifacio, duque de la región, y sucesor de Gondo, no se llevaba bien con las actividades que ejercían de los monjes de la región, ni con la población en general. Gravó con mayores impuestos a la población y perpetró actos de abuso de poder y violencia en la región.
Ante esto, Germán reprendió al duque, quien fingiendo sentirse dolido por la situación, interrumpió el saqueo, sólo para reanudarlo después. En medio del asalto los soldados asesinaron al abad, cerca de su sede en Moutier, en el 667. Uno de sus colaboradores, el prior Randoaldo, también pereció a su lado.